# Carancho
Carancho é um filme de drama argentino de 2010 dirigido por Pablo Trapero. Foi selecionado como representante da Argentina à edição do Oscar 2011, organizada pela Academia de Artes e Ciências Cinematográficas.

## Elenco
- Ricardo Darín - Sosa
- Martina Gusmán - Luján
- Carlos Weber - cachorro
- José Luis Arias - Casal
- Fabio Ronzano - Pico
- Loren Acuña - Mariana
- Gabriel Almirón - Muñoz
- José Manuel Espeche - Garrido